# Podbrzezie (rejon wileński)
Podbrzezie (także Podbrzeź, Podberezie; lit. Paberžė) – wieś na Litwie, w rejonie wileńskim, nad potokiem Dawle; siedziba gminy Podbrzezie.

## Historia
Dawniej miasteczko. W XVI w. wspomina się dwór i miasteczko Brzozy (pierwotna nazwa osiedla). W Rzeczypospolitej Obojga Narodów leżały w województwie wileńskim, w powiecie wileńskim. Podbrzezie było własnością biskupów wileńskich, potem dobra należały do Ciechanowieckich (1784).
W XIX i w początkach XX w. położone było w Rosji, w guberni wileńskiej, w powiecie wileńskim. Były wówczas siedzibą gminy Podbrzezie i okręgu wiejskiego.
Po I wojnie światowej pod administracją polską, w Zarządzie Cywilnym Ziem Wschodnich. W latach 1920–1922 w składzie Litwy Środkowej.
Od 11 kwietnia 1922 leżały w Polsce, w województwie wileńskim, w powiecie wileńsko-trockim, siedziba gminy Podbrzezie. W 1931 miejscowość liczyła 673 mieszkańców, zamieszkałych w 78 budynkach.
Po II wojnie światowej w granicach Związku Sowieckiego. Od 1991 na niepodległej Litwie.

## Religia
Pierwszy drewniany modrzewiowy kościół postawił w Podbrzeziu biskup wileński Andrzej Szeliga już w 1484, w 1503 jego następca biskup Wojciech Tabor uczynił go kościołem parafialnym.
Po pożarze w 1713 kościół zostaje odbudowany, później był jeszcze wielokrotnie odnawiany. Parafia należała do dekanatu giedrojckiego i miała kaplicę w Glinciszkach. 
W 1865 władze rosyjskie zlikwidowały parafię katolicką, kościół został przerobiony na cerkiew. W 1900 prawosławnym wybudowano murowaną cerkiew.
Współcześnie Podbrzezie jest siedzibą parafii katolickiej.

## Opis
We wsi znajduje się kościół neogotycki z 1932, dwie szkoły średnie: Szkoła Średnia im. św. Stanisława Kostki (z rosyjskim i polskim językiem nauczania) oraz Szkoła Średnia "Verdenes" (litewski język nauczania); poza tym poczta, kilka zagród agroturystycznych.